# T.Palm-Pôle Continental Wallon/Saison 2012
Dieser Artikel listet Erfolge und Fahrer des Radsportteams T.Palm-Pôle Continental Wallon in der Saison 2012 auf.

## Erfolge in der UCI Europe Tour
| Datum   | Rennen                 | Kat. | Sieger    |
| ------- | ---------------------- | ---- | --------- |
| 19. Mai | Grand Prix Criquielion | 1.2  | Tom David |

## Abgänge – Zugänge
| Zugänge          | Team 2011                          | Abgänge                           | Team 2012                          |
| ---------------- | ---------------------------------- | --------------------------------- | ---------------------------------- |
| Benjamin Gourgue | Landbouwkrediet                    | Maxime Anciaux                    | Idemasport-Biowanze                |
| Joris Cornet     | Donckers Koffie-Jelly Belly        | Antoine Demoitié                  | Idemasport-Biowanze                |
| Glenn Vandemaele | Team Worldofbike.Gr                | Julien Deschesne                  | Idemasport-Biowanze                |
| Andrew Ydens     | Team Worldofbike.Gr                | Tom Dernies                       | Wallonie Bruxelles-Crédit Agricole |
| Rudy Rouet       | Wallonie Bruxelles-Crédit Agricole | Boris Dron                        | Wallonie Bruxelles-Crédit Agricole |
| Jānis Dakteris   | Neoprofi                           | Kévin Thomé                       | Wallonie Bruxelles-Crédit Agricole |
| Tom David        | Neoprofi                           | Alexis Caresmel                   | Unbekannt                          |
| Gaëtan Pons      | Neoprofi                           | Cédric Collaers                   | Unbekannt                          |
| Olivier Poppe    | Neoprofi                           | Laurent Donnay                    | Unbekannt                          |
| Ian Vansumere    | Neoprofi                           | Benoît Naert                      | Unbekannt                          |
| Maxime Vekeman   | Neoprofi                           | Nazario Nanni                     | Unbekannt                          |
| Ludovic Vuegen   | Neoprofi                           | Jeroen van Schelven               | Unbekannt                          |
| Thomas Wertz     | Neoprofi                           | Gil Suray                         | Unbekannt                          |
|                  |                                    | William Goodfellow (bis 31. Juli) | Unbekannt                          |

## Mannschaft
| Name             | Geburtstag         | Nationalität |
| ---------------- | ------------------ | ------------ |
| Joris Cornet     | 1. September 1991  | Belgien      |
| Jānis Dakteris   | 20. Mai 1991       | Lettland     |
| Tom David        | 31. März 1990      | Neuseeland   |
| Benjamin Gourgue | 9. März 1986       | Belgien      |
| Axel Gremelpont  | 25. Juni 1990      | Belgien      |
| Gaëtan Pons      | 1. Januar 1992     | Belgien      |
| Olivier Poppe    | 8. April 1992      | Belgien      |
| Rudy Rouet       | 5. Januar 1985     | Belgien      |
| Florent Serry    | 4. Januar 1991     | Belgien      |
| Glenn Vandemaele | 6. September 1990  | Belgien      |
| Ian Vansumere    | 14. Juni 1990      | Belgien      |
| Maxime Vekeman   | 14. September 1993 | Belgien      |
| Ludovic Vuegen   | 5. März 1989       | Belgien      |
| Thomas Wertz     | 6. November 1992   | Belgien      |
| Andrew Ydens     | 23. Juni 1989      | Belgien      |